# ラゾーナ川崎プラザソル
ラゾーナ川崎プラザソル（ラゾーナかわさきプラザソル）は、神奈川県川崎市幸区にあるラゾーナ川崎プラザ5階に併設された多目的ホールである。

## 概要
川崎駅西口直結のラゾーナ川崎プラザの5階に設置されている。
ホール内の大きさは幅12.4m×奥行き14.5m。（基本舞台使用時、間口6間4尺×奥行2間～3間3尺）
可動式の客席ひな壇（最大8段）を擁し、演劇、ダンス、コンサート公演の他にパーティ、商品説明会、会議等でも利用されている。

## 施設概要
- 延床面積 594.33m²
- ホール面積 179.8m²
- 定員 200席（基本舞台使用時）
- 楽屋 2室、（楽屋用トイレ、シャワー室 あり）

## 沿革
- 2006年10月1日開館。杮落しライブとして「寺岡呼人 一人弾語り全国ツアー徒然道草～第三幕～」上演。

## 主催・周年事業

### 寄席
2012年7月から現在まで毎月第3火曜日に「ラゾーナ寄席」を公益財団法人川崎市文化財団が主催している。初音家左橋・桂米多朗が世話人を務める。両名が毎月交互に出演し、縁あるゲストが出演するという形式で上演されている。また、終演後には演者と来場客の交歓の場として交流会も行われている。
元々は、昭和61年（1986年）に今は閉店した「小宮珈琲」で始まった地域寄席「かぅひぃ寄席」に由来する。
平成6年（1994年）より川崎グランドホテルで隔月開催されていたが、会場である川崎グランドホテルの閉店に伴い、平成24年（2012年）に「かぅひぃ寄席」が終了。26年間という長い期間、地域に根強い人気があった。
企画終了に伴い、2012年6月より公益財団法人川崎市文化財団へと引き継がれ、現在の「ラゾーナ寄席」となる。また、同時に川崎アートセンター「アルテリオ小劇場」にて「しんゆり寄席」としても引き継がれている。世話人は同じく、初音家左橋と桂米多朗が務める。
2021年2月に「ラゾーナ寄席」公演回数は100回を迎えた。

### 周年事業
2006年10月開館以降、毎年開催される周年記念事業。演目はコンサートや演劇公演等が開催されている。
| 周年 | 公演月        | ジャンル | 公演タイトル                                                                                            | アーティスト／脚本・演出                                                                   | 備考                                                   |
| ---- | ------------- | -------- | --- | ------------------------------------------------------------------------------------------ | ------------------------------------------------------ |
| １   | 2007年10月    | 音楽     | 開館１周年記念コンサート                                                                                | 天地人、シャオ・ロン、鈴木康博                                                             |                                                        |
| ２   | 2008年10月    | 音楽     | 開館２周年記念コンサート                                                                                | A.B.C.、梵天、森本タロー、他                                                               |                                                        |
| ３   | 2009年9～10月 | 演劇     | Ultimate Games『CONTINUE』                                                                              | 脚本：伊藤裕一 演出：天野高志                                                              |                                                        |
| ４   | 2010年9～10月 | 演劇     | Ultimate Games『Primal+』                                                                               | 脚本：伊藤裕一 演出：天野高志                                                              |                                                        |
| ５   | 2011年9～10月 | 演劇     | 秋だ一番！腹筋善之介祭り 『再演：熱血！夜間学校クラブ！略してヤガク！』                                 | 脚本・演出：腹筋善之介                                                                     |                                                        |
| ６   | 2012年10月    | 演劇     | 『スクランブル・エッグ』 （会場：アルテリオ小劇場） 『ミクロ戦士！ピロリーキング』 （会場：プラザソル） | 脚本・演出：腹筋善之介                                                                     | 川崎市アートセンター「アルテリオ小劇場」との連動企画。 |
| ７   | 2013年9～10月 | 演劇     | 『Color Trap』                                                                                          | 脚本・演出：腹筋善之介                                                                     |                                                        |
| ８   | 2014年9～10月 | 演劇     | 川崎市文化創造発信企画 熱血！腹筋善之介演劇フェスティバル 略して「キンフェス」 『TWO DASH』             | 脚本・演出：腹筋善之介                                                                     |                                                        |
| ９   | 2015年9～10月 | 演劇     | 『マクベス』                                                                                            | 原作：W・シェイクスピア 翻訳：河合祥一郎 演出：西沢栄治                                    |                                                        |
| 10   | 2016年10月    | 音楽     | 「オータムソルフェスタ」                                                                                | H.I.T、四角佳子、A.B.C、鈴木康博、細坪基佳、山本容子、井上昌己、三浦和人、沢田聖子、南佳孝 | 10周年記念として同年度に演劇公演も開催された。         |
|      | 2017年1～2月  | 演劇     | 『ハムレット』                                                                                          | 原作：W・シェイクスピア 翻訳：松岡和子 演出：西沢栄治                                      |                                                        |
| 11   | 2017年10月    | 演劇     | 『パンクドランカー』                                                                                    | 脚本：緑慎一郎 演出：笹浦暢大                                                              |                                                        |
| 12   | 2018年12月    | 演劇     | 『カワサキロミオ＆ジュリエット』                                                                        | 原作：W・シェイクスピア 翻訳：坪内逍遥 脚色・演出：Ash                                     |                                                        |
| 13   | 2020年２月    | 演劇     | 『KEISOU』                                                                                              | 脚本：緑慎一郎 演出：酒井俊介                                                              |                                                        |
| 14   | 2021年1月     | 演劇     | 『まゆげガールと、はなげボーイ』                                                                        | 脚本：三上陽永 演出・原案：橋本昭博                                                        | コロナウイルスの影響により 上演中止                    |

## 運営
- 公益財団法人川崎市文化財団
- 株式会社エイチ・アンド・ビー・スタッフ（運営委託）